# マルケッルス劇場
マルケッルス劇場（マルケッルスげきじょう、ラテン語: Theatrum Marcelli、イタリア語: Teatro di Marcello）は、共和政ローマ末期からローマ帝国初期にかけて建設された古代の屋根のない劇場である。マルケルス劇場とも表記する。演劇や歌などの上演をローマ市民や旅行者が観覧できた。現在は、古代建築としてローマの観光名所の1つになっている。皇帝アウグストゥスの甥マルクス・マルケッルスの名を冠しているが、当人は劇場が完成する5年前に亡くなっている。この劇場の建設予定地はガイウス・ユリウス・カエサルが整地させたが、建設を始める前に暗殺された。アウグストゥスが紀元前13年に完成させ、紀元前12年に正式に利用開始となった。
直径111mで、収容観客数は当初1万1000名だった。古代ローマの都市に広く普及した都市建築であるローマ劇場の印象的な一例となった。主に凝灰岩でできていて、全体を白いトラバーチンで覆い、コンクリートの表面をオプス・レティクラートゥムと呼ばれる網目積みで石で覆っている。アーチ、廊下、トンネル、傾斜路で構成されるネットワークがこのようなローマ劇場の中に入る部分にあり、通常ギリシア式オーダーの円柱を並べた目隠しで装飾されている。オーダーの様式は最下部がドーリア式、その上がイオニア式で、一番上にコリント式の円柱があったと思われるが、中世に修理された際に最上部の客席や円柱が除去されたため、詳細は不明である。
ローマ劇場は周囲の風景を背景として取り入れることが多く、この劇場の場合はティベリーナ島が南西に見える。このような恒久的な背景を scaena と呼び、他のローマ劇場と同様に観客席（cavea）の上にもある。

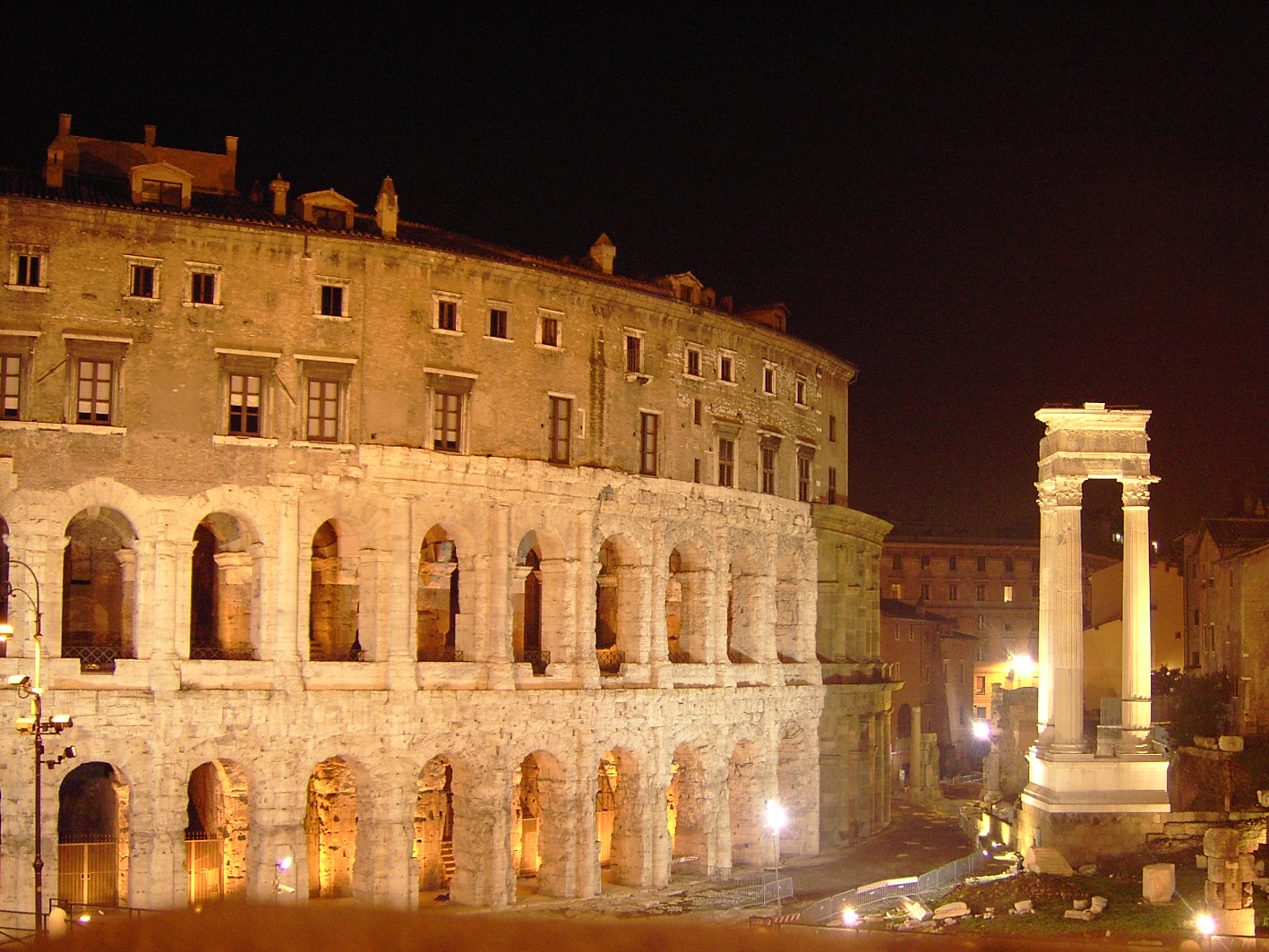
夜のマルケッルス劇場

マルケッルス劇場が建てられる以前には紀元前150年に建立された、牢獄に監修された母親に乳を与えた卑賤の一女性に由来する「孝心」（pietas）の神殿があったという。
ローマ帝国崩壊後、廃墟となり templum Marcelli と呼ばれていた。マルケッルス劇場は中世初期にファビウス氏族が要塞として使い、その後11世紀末には Pier Leoni とその子孫（Pierleoni家）が支配するようになった。13世紀になるとSavelli家の所有となり、16世紀にはバルダッサーレ・ペルッツィが設計したオルシーニ家の住居が古代の劇場の廃墟上に建てられた。
現在、上層階はアパートに分割されていて、周囲では野外コンサートが開催される。Portico d'Ottavia がその北西にあり、さらにその先にローマのゲットーがあって、南西にはテヴェレ川がある。
17世紀の有名なイギリス人建築家クリストファー・レンは、オックスフォードの Sheldonian Theatre の設計はセルリオがマルケッルス劇場を描いた版画に影響を受けたと明言している。